# 蒂永維爾圍城戰 (1792年)
1792年的蒂永維爾圍城戰是第一次反法同盟期間的一場戰役。

## 圍城
1792年8月24日，兩萬名奧軍及一萬六千名法國保王黨人在腓特烈·威廉 (霍恩洛厄-基希貝格)的率領下，打響對蒂永維爾的圍攻。然而駐守的法軍在喬治·菲利克斯·德·溫普芬的指揮下擊退反法聯軍，迫使後者於10月16日撤圍而去，保王黨弗朗索瓦-勒內·德·夏多布里昂也在此役中負傷。

## 後續發展
這場圍攻後，國民公會宣布蒂永維爾「為祖國做出傑出貢獻」，並在取勝後於巴黎命名了蒂永維爾廣場及蒂永維爾街（法語：Rue de Thionville）。

## 遺產
路易斯-埃馬紐埃爾·納丁（法語：Louis-Emmanuel Nadine）於1793年依此創作了抒情劇《蒂永維爾圍城戰》（法語：Siége de Thionville）。

## 註腳
1. ↑  Luehe 1841，第130頁.
2. ↑  Austria. K.u.k. Kriegsarchiv 1895，第39頁.
3. ↑  Luehe 1841，第129頁.
4. ↑  Minutoli 1847，第122頁.
5. ↑  Baines 1818，第38-39頁.
6. ↑  Leggewie 1990，第11頁.
7. ↑  Nadine 1793.

## 外部連結
- 维基共享资源上的相關多媒體資源：蒂永維爾圍城戰

| 先前 凡爾登戰役 (1792年) | 法國大革命：革命戰爭 | 其後 瓦爾密戰役 |